# Litsea hirsutissima
Litsea hirsutissima är en lagerväxtart som beskrevs av James Sykes Gamble. Litsea hirsutissima ingår i släktet Litsea och familjen lagerväxter. Utöver nominatformen finns också underarten L. h. geniculata.